# Уютненский сельский совет
Уютненский сельский совет (укр. Уютненська сільська рада, крымскотат. Otar Moynaq köy şurası) — согласно законодательству Украины — административно-территориальная единица в Сакском районе Автономной Республики Крым.
Население сельсовета по переписи 2001 года — 3989 человек, площадь — 50 км².
К 2014 году включал одно село Уютное.

## История
Время создания Отар-Мойнакского сельсовета пока не установлено, известно лишь, что на 1940 год он уже существовал в составе Евпаторийского района Крымской АССР. Указом Президиума Верховного Совета РСФСР от 21 августа 1945 года Отар-Мойнакский сельсовет был переименован в Уютненский. С 25 июня 1946 года сельсовет в составе Крымской области РСФСР, а 26 апреля 1954 года Крымская область была передана из состава РСФСР в состав УССР. Время упразднения сельсовета и включения села в состав Ромашкинского пока не установлено: на 15 июня 1960 года село уже числилось в его составе. 1 января 1965 года, указом Президиума ВС УССР «О внесении изменений в административное районирование УССР — по Крымской области», Евпаторийский район был упразднён и сельсовет включили в состав Сакского (по другим данным — 11 февраля 1963 года). К 1968 году сельсовет был восстановлен и в него входило 4 населённых пункта:

| - Заозёрное - Лимановка | - Песчанка - Уютное |

К 1977 году Заозёрное и Песчанка были переподчинены Евпаторийскому горсовету, а Лимановка упразднена и в совете осталось единственное село.
С 12 февраля 1991 года сельсовет в восстановленной Крымской АССР, 26 февраля 1992 года переименованной в Автономную Республику Крым. С 21 марта 2014 года — аннексирован Россией. Законом «Об установлении границ муниципальных образований и статусе муниципальных образований в Республике Крым» от 4 июня 2014 года территория административной единицы была объявлена муниципальным образованием со статусом сельского поселения.